# Ganoderma dussii
Ganoderma dussii är en svampart som beskrevs av Pat. 1899. Ganoderma dussii ingår i släktet Ganoderma och familjen Ganodermataceae.   Inga underarter finns listade i Catalogue of Life.